# Pyanopsion
Pyanopsion (altgriechisch Πυανοψιών) ist der vierte Monat des Attischen Kalenders. Pyanopsion (altgriechisch Πυανοψιών, 30 Tage, im heutigen Oktober–November), ist nach dem Fest Pyanepsia am 7. des Monats zu Ehren des pythischen Apollon benannt, bei dem Bohnen gekocht und gegessen wurden („πύανος“ ≙ Bohne, und „έψειν“ ≙ Kochen).